# Corynellus mimulus
Corynellus mimulus är en skalbaggsart som beskrevs av Bates 1885. Corynellus mimulus ingår i släktet Corynellus och familjen långhorningar. Inga underarter finns listade i Catalogue of Life.